# Șină

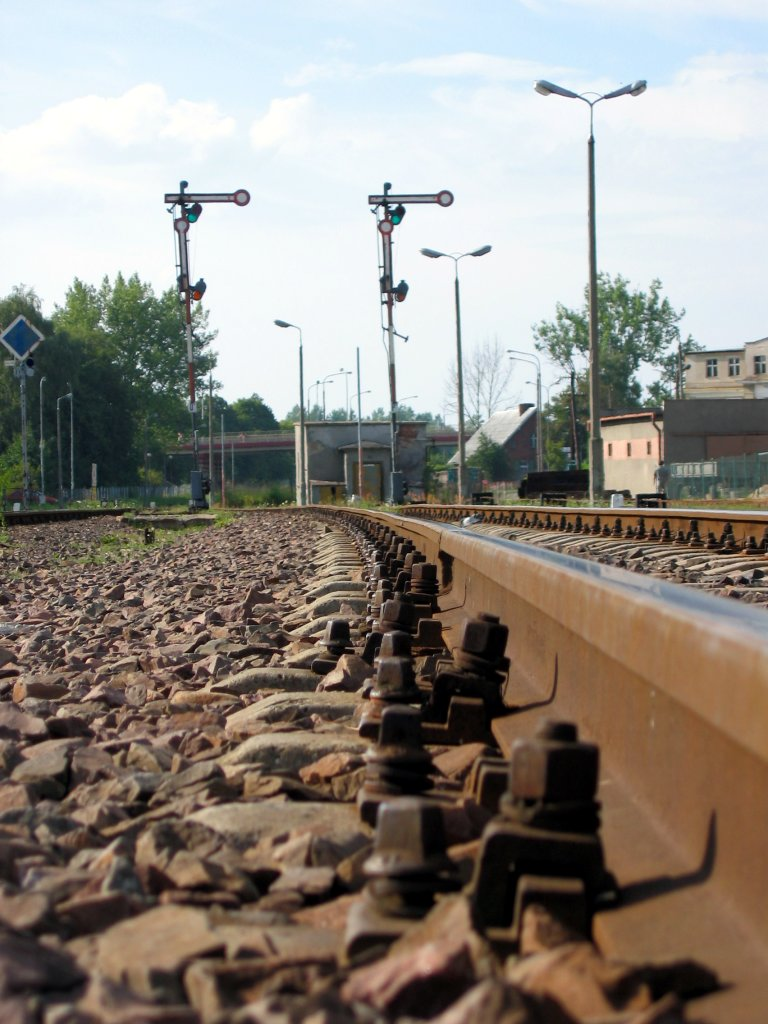
Şine de cale ferată

Șina de cale ferată, constituie elementul principal al căii ferate și este laminată din oțel  special, având profilul unui dublu T. Prin intermediul acesteia se asigură susținerea și ghidarea roților trenului, a vagoanelor, sau a altor vehicule feroviare. Îmbinarea longitudinală a șinelor de cale ferată se poate face cu buloane și eclise sau prin sudură. 

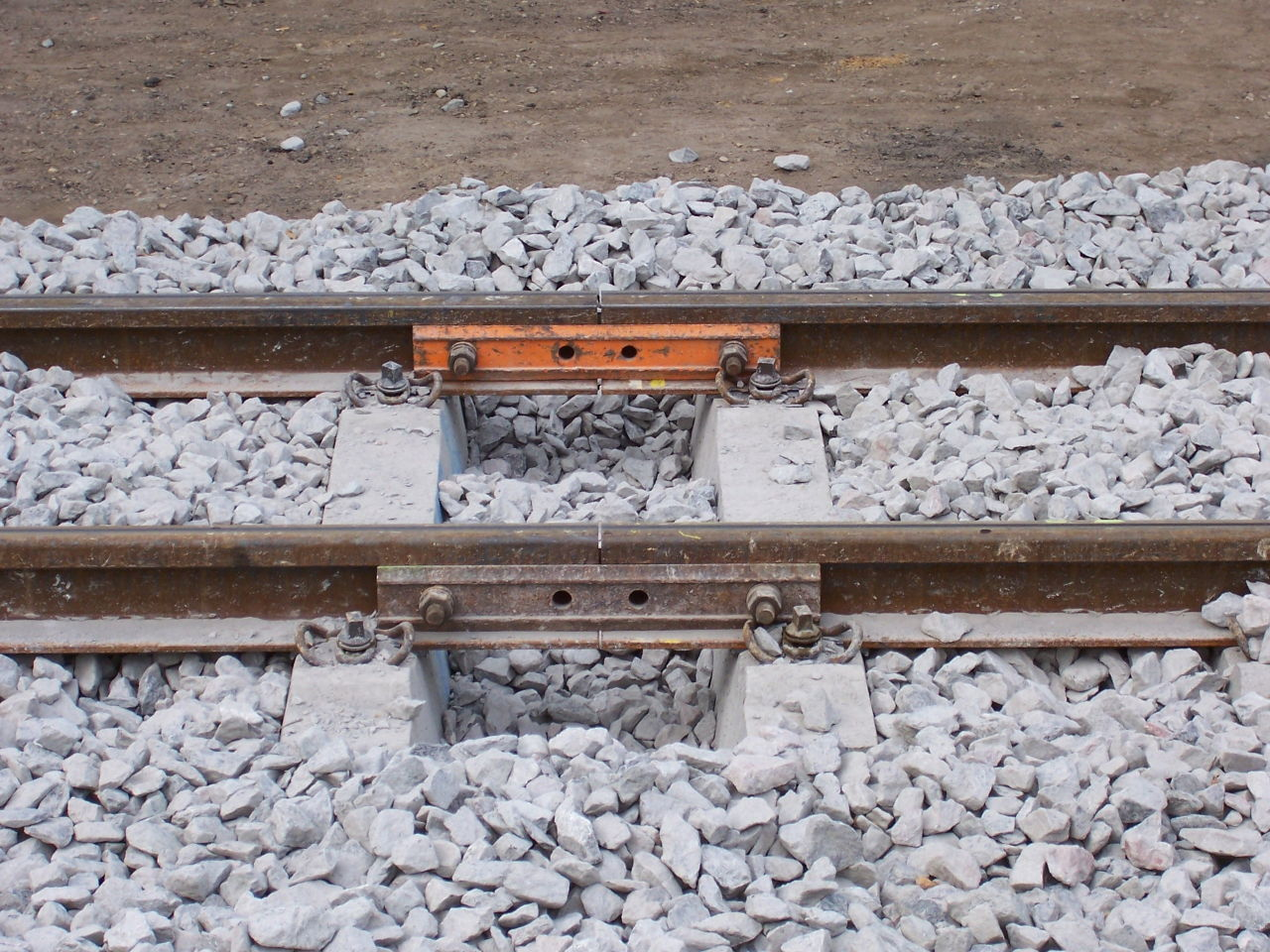
Îmbinarea şinelor de cale ferată

## Vezi și
- Cale de rulare